# (10551) Goteborg
(10551) Goteborg es un asteroide perteneciente al cinturón de asteroides, descubierto el 18 de diciembre de 1992 por Eric Walter Elst desde el Centro de Investigaciones en Geodinámica y Astrometría, Caussols, Francia.

## Designación y nombre
Designado provisionalmente como 1992 YL2. Fue nombrado por Gotemburgo. Fundada en 1603, en la costa suroeste, es el principal puerto marítimo de Suecia y la segunda ciudad más grande. Muchos de sus primeros habitantes eran neerlandeses, lo que se refleja en su típico sistema de canales neerlandés. Con el desarrollo de la Compañía Sueca de las Indias Orientales a principios del siglo XVIII, la ciudad prosperó aún más.

## Características orbitales
Goteborg está situado a una distancia media del Sol de 2,994 ua, pudiendo alejarse hasta 3,166 ua y acercarse hasta 2,822 ua. Su excentricidad es 0,057 y la inclinación orbital 11,378 grados. Emplea 1892,26 días en completar una órbita alrededor del Sol.
Los próximos acercamientos a la órbita de Júpiter ocurrirán el 29 de agosto de 2068 y el 13 de junio de 2151.
Pertenece a la familia de asteroides de (221) Eos.

## Características físicas
La magnitud absoluta de Goteborg es 12,21. Tiene 15,491 km de diámetro. Su albedo se estima en 0,117.